# Mike Kohn
Mike Kohn (Columbia, 26 maggio 1972) è un bobbista statunitense.

## Biografia
Ai XIX Giochi olimpici invernali (edizione disputatasi nel 2002 a Salt Lake City, Stati Uniti d'America) vinse la medaglia di bronzo nel Bob a 4 con i connazionali Brian Shimer, Doug Sharp e Dan Steele partecipando per la nazionale statunitense, vennero superati dall'altra nazionale statunitense e da quella tedesca a cui andò la medaglia d'oro.
Il tempo totalizzato fu di 3:07,86, con un breve distacco dalle altre medagliate, 3:07,81 e 3:07,51 i loro tempi.
Inoltre ai campionati mondiali vinse una medaglia d'argento nel 2007. Suo fratello è l'attore Nicholas Kohn.